# Ми звичайні ведмеді
Ми звичайні ведмеді (англ. We Bare Bears) — американський мультсеріал, творець якого Даніел Чонг. Прем'єра шоу відбулася на Cartoon Network і розповідає про трьох братів, Ґріззлі, Панду та Білого Ведмедя (відповідно, їх озвучують Ерік Едельштейн, Боббі Мойніхан, і Деметрі Мартін), та їх незграбні спроби інтеграції з людським світом на території затоки Сан-Франциско. Базуючись на ґрунті вебкоміксів Чонга The Three Bare Bears, пілотний епізод вийшов у світову прем'єру на «KLIK! Amsterdam Animation Festival», де він виграв у номінації категорії «Молодої Аудиторії Амстердаму». Прем'єра серіалу відбулася 27 липня 2015 року. Цей мультсеріал від Cartoon Network's є першим серіалом, заснованим на вебкоміксах.
12 серпня 2015 року, Cartoon Network розпочало створення другого сезону

## Сюжет
У мільтсеріалі «Ми звичайні ведмеді» розповідається про життя трьох звідних братів ведмедів: Ґріззлі, Панди та Білого Ведмедя. Вони намагаються інтегруватися із людським суспільством, наприклад, купуючи продукти харчування, знайомляться із людьми або намагаються стати відомими в Інтернеті, хоча на ці спроби ведмеді витрачають багато сили, щоб зробити це через перепони людської ментальності та їх власні тваринні інстинкти. Проте, врешті-решт, вони швидко зрозуміли, що вони є один в одного для підтримки. Відомим аспектом гумору є здатність ведмедів, утворювати «ведмежу стійку». Як випливає з назви, ведмеді залазять поверх одне одного, що слугує унікальним способом пересування.

## Виробництво
Серіал було створено мультиплікатором Деніелом Чонгом, який раніше працював художником у Pixar та Illumination Entertainment. Серіал заснований на вебкоміксах The Three Bare Bears, який також має деякі відмінності. Комікс публікувався з 2010 по 2011 рік. Оголошений як комедійне шоу виробництва Cartoon Network Studios, яка розробила ідею з Чонгом у рамках автентичної програми розвитку. Про це було оголошено в мережі у 2014 році.

## Персонажі

### Головні
- Ґріззлі «Ґрізз» (озвучив Ерік Едельштейн) — ведмідь-грізлі, найстарший із братів, і їхній лідер. Він веселий ведмідь, парадоксально товариський та соціально некомпетентний. Попри це, Грізз постійно хоче познайомитися з новими людьми й намагається потоваришувати із всіма, кого він зустрічає. Ведмежам, він був врятований командою пожежників від падіння дерева під час шторму. Здається, що він був молодший, ніж в епізоді «Дорога» і не знав Білого або Панду відповідно до ретроспективних фотографій в серії «Буріто».
- Панда «Пан Пам» (озвучив Боббі Мойніхан) — велика панда. Він другий найстаріший. Панда чуттєвий і легко збентежується, а також добре володіє технікою, і використовує цю навичку на онлайнових соціальних засобах масової інформації та сайтах знайомств. Панда має меншу впевненість у собі, ніж його брати. Панда вегетаріанець і має сильну алергію на арахіс.
- Білий (озвучив Деметрій Мартін) — білий ведмідь, молодший брат Ґрізза і Панди. Білий часто стоїчний і рідко говорить. Він також досвідчений кухар, сальса-танцюрист, новачок у роботизації та майстер бойових мистецтв. Він каже про себе в третій особі й в основному говорить своє ім'я, перш ніж сказати що-небудь, але він поліглот. Вміє вільно говорити корейською та французькою мовами, а також мовою голубів та інших тварин. Білий є найбільшим із братів, і тому завжди підтримує і йде знизу у ведмежій конструкції для пересування. «Від льоду має прохолодне ставлення», і навіть іноді, є найнезграбнішим і ніяковіє у деяких ситуаціях більше за усіх. Білий спить у холодильнику.

### Другорядні
- Хлоя Парк (озвучила Шарлін Йі) — молода дівчинка, американка корейського походження, вундеркіндом, яка пропустила декілька класів школи й вступила до коледжу дуже рано. У серії «Хлоя», вона вривається в печеру ведмедів, щоб вивчити їх для презентації в коледжі, і через деякий час, вона починає дружбу із ведмедями.
- Ном Ном (озвучив Петтон Освальт) — коала. Він відома інтернет-зірка, хоча не говорить це публічно. Ґріззлі говорить із ним і визнає, що йому подобаються його відео, але Ном Ном егоцентричний і більше стурбований матеріалістичними речами. У серії «Вірусне Відео», Ном Ном каже, що він не хоче мати ніяких друзів, тому що він знаходить їх увагу до нього неважливою і що вони поводяться занадто голосно, і доводить свою точку зору, викидуючи Ґрізза із його лімузина.
- Чарлі (озвучив Джейсон Лі) — йєті. Він блукає на самоті по лісу Сан-Франциско, поки не зустрічає ведмедів. Вони погодилися дозволити йому жити у своїй печері на деякий час через вебсайт під назвою «CaveShare». Через своє життя у самотності, він соціально некомпетентний і не знає, як бути хорошим другом. Це призводить до того, що його ненавмисні намагання сподобатися, викликають хаос у житті ведмедів, коли він тусується з ними. Його також постійно переслідують місцеві ЗМІ, намагаючись отримати його фотографії, в результаті чого він боїться камер.

## Сприйняття
Пілотний епізод зробив серіал світовою прем'єрою в рамках двох окремих майданчиків KLIK! Amsterdam Animation Festival та EYE Film Institute Netherlands: «Анімаційні короткометражки 5», та «Анімаційні короткометражки для дітей» віком від 9 до 12 років. Короткометражка була показана разом із прем'єрою в Голландії «Кларенс», «Стівен Юніверс» епізоди «Дзеркало Гем» і «Океан Гем», та інтерв'ю з творцем другої серії, Ребекка Шугар. Описано інституцією як «веселий і привабливий» початок, пілотна серія стала переможцем в номінації «Молодої Амстердамської аудиторії».

### Критика
Кевін Джонсон The A.V. Club дав «Everyday Bears» ранг B. Він вважає, що пілотної серії було досить, щоб насолодитися, але її не «треба дивитися». Він високо оцінив голоси акторів, але був розчарований тим, що серіал не ретельно досліджує дискримінацію людей відносно ведмедів, назвавши його «дуже добрим» просто добрим «видовищним шоу» до тих пір, поки є дискримінація.

### Іноземні релізи
Прем'єра «Ми звичайні ведмеді» відбулася по Cartoon Network у Канаді 27 липня 2015 та Cartoon Network у Великій Британії 7 вересня 2015 року. Серіал дебютував через Cartoon Network на каналах Австралії та Нової Зеландії й у Філіппінах 16 листопада. Прем'єра на Cartoon Network в Індії відбулася 29 листопада та через Cartoon Network в Африці та на Близькому Сході 12 грудня.

### Інші медіа
Penguin Random House оголосив у 2014 році, що він буде видавати книги на основі різних серіалів Cartoon Network, включаючи «We Bare Bears». Книги випускаються з ряду компанії Cartoon Network Books імпринтом, підрозділом Penguin Young Readers Group, і ґрунтується на партнерстві з мережею, яка почалася у 2013 році.

## Відзнаки та номінації
| Рік  | Нагорода     | Категорія                                                                                       | Номінація                                                   | Результат |
| ---- | ------------ | ----------------------------------------------------------------------------------------------- | ----------------------------------------------------------- | --------- |
| 2016 | Annie Awards | Видатні досягнення, Розкадрування у виробництві анімаційного телесеріалу/Бродкастингу продукції | Медлін Шарафіян, Менні Хернандез, і Берт Янг (за «Burrito») | Номінація |